# Pârâul Rădăcinii, Valea Crișului
Pârâul Rădăcinii este un curs de apă afluent al Pârâului Mijlociu. 

## Hărți
- Harta județului Covasna
- Harta Munții Bodoc-Baraolt  Arhivat în 29 ianuarie 2014, la Wayback Machine.